# Internationale Cricket-Saison 2014/15
Die internationale Cricket-Saison 2014/15 fand zwischen Oktober 2014 und April 2015 statt. Als Wintersaison trugen vorwiegend die Mannschaften aus Südasien, der Karibik und Ozeanien ihre Heimspiele aus und wurde durch das ICC Future Tours Programm 2011–2020 vorgegeben. Höhepunkt der Saison war der Cricket World Cup 2015, was eine erhöhte Anzahl von ausgetragenen One-Day International zur Vorbereitung des Wettbewerbes als Konsequenz hatte. Die ausgetragenen Tests der internationalen Touren bilden die Grundlage für die ICC Test Championship. Die ODI bilden den Grundstock für die ICC ODI Championship und die Twenty20-Spiele für die ICC T20 Championship.

## Überblick

### Internationale Touren
| Beginn            | Heimteam                     | Auswärtsteam | Resultate | Resultate | Resultate | Artikel |
| Beginn            | Heimteam                     | Auswärtsteam | Test      | ODI       | Twenty20  | Artikel |
| ----------------- | ---------------------------- | ------------ | --------- | --------- | --------- | ------- |
| 5. Oktober 2014   | Pakistan                     | Australien   | 2–0 [2]   | 0–3 [3]   | 0–1 [1]   | Artikel |
| 8. Oktober 2014   | Indien                       | West Indies  |           | 2–1 [4]   |           | Artikel |
| 21. Oktober 2014  | Neuseeland                   | Südafrika    |           | 0–2 [3]   |           | Artikel |
| 26. Oktober 2014  | Bangladesch                  | Simbabwe     | 3–0 [3]   | 5–0 [5]   |           | Artikel |
| 2. November 2014  | Indien                       | Sri Lanka    |           | 5–0 [5]   |           | Artikel |
| 5. November 2014  | Australien                   | Südafrika    |           | 4–1 [5]   | 2–1 [3]   | Artikel |
| 8. November 2014  | Hongkong gg. Papua-Neuguinea | 0–1 [1]      | 0–2 [2]   |           | Artikel   |         |
| 9. November 2014  | Pakistan                     | Neuseeland   | 1–1 [3]   | 2–3 [5]   | 1–1 [2]   | Artikel |
| 19. November 2014 | Hongkong gg. Nepal           |              | 0–0 [1]   | 1-0 [4]   | Artikel   |         |
| 26. November 2014 | Sri Lanka                    | England      |           | 5–2 [7]   |           | Artikel |
| 28. November 2014 | Ver. Arab. Emirate           | Afghanistan  |           | 3–1 [4]   |           | Artikel |
| 4. Dezember 2014  | Australien                   | Indien       | 2–0 [4]   |           |           | Artikel |
| 17. Dezember 2014 | Südafrika                    | West Indies  | 2–0 [3]   | 4–1 [5]   | 1–2 [3]   | Artikel |
| 26. Dezember 2014 | Neuseeland                   | Sri Lanka    | 2–0 [2]   | 4–2 [7]   |           | Artikel |
| 31. Januar 2015   | Neuseeland                   | Pakistan     |           | 2–0 [2]   |           | Artikel |
| 13. April 2015    | West Indies                  | England      | 1–1 [3]   |           |           | Artikel |
| 17. April 2015    | Bangladesch                  | Pakistan     | 0–1 [2]   | 3–0 [3]   | 1–0 [1]   | Artikel |

### Internationale Turniere
| Beginn            | Turnier                                       | Land               |
| ----------------- | --------------------------------------------- | ------------------ |
| 26. Oktober 2014  | ICC World Cricket League Division Three 2014  | Malaysia           |
| 19. November 2014 | ICC East Asia-Pacific Men’s Championship 2014 | Australien         |
| 26. November 2014 | ICC Americas Twenty20 Division Two 2014       | Vereinigte Staaten |
| 4. Januar 2015    | Dubai Triangular Series 2014/15               | Ver. Arab. Emirate |
| 16. Januar 2015   | Carlton Mid Triangular Series 2014/15         | Australien         |
| 17. Januar 2015   | ICC World Cricket League Division Two 2015    | Namibia            |
| 25. Januar 2015   | ACC Twenty20 Cup 2015                         | Ver. Arab. Emirate |
| 14. Februar 2015  | Cricket World Cup 2015                        | Australien         |
| 27. März 2015     | ICC Africa Twenty20 Championship 2015         | Südafrika          |

### Internationale Touren (Frauen)
| Beginn            | Heimteam   | Auswärtsteam | Resultate | Resultate | Resultate | Artikel |
| Beginn            | Heimteam   | Auswärtsteam | WTest     | WODI      | WTwenty20 | Artikel |
| ----------------- | ---------- | ------------ | --------- | --------- | --------- | ------- |
| 15. Oktober 2014  | Sri Lanka  | Südafrika    |           | 1–2 [4]   | 1–2 [3]   | Artikel |
| 2. November 2014  | Australien | West Indies  |           | 4–0 [4]   | 4–0 [4]   | Artikel |
| 16. November 2014 | Indien     | Südafrika    | 1–0 [1]   | 1–2 [3]   | 1–0 [1]   | Artikel |
| 9. Januar 2015    | Pakistan   | Sri Lanka    |           | 3–0 [3]   | 1–2 [3]   | Artikel |
| 11. Februar 2015  | Neuseeland | England      |           | 2–3 [3]   | 1–2 [3]   | Artikel |
| 13. März 2015     | Pakistan   | Südafrika    |           | 1–2 [3]   | 2–1 [3]   | Artikel |

## Weltranglisten

### Ende der Saison
Die Weltranglisten wurde am 1. Mai vom ICC wie folgt veröffentlicht:
|     | Test        | Test   | ODI         | ODI    | Twenty20    | Twenty20 |
| Pl. | Team        | Punkte | Team        | Punkte | Team        | Punkte   |
| --- | ----------- | ------ | ----------- | ------ | ----------- | -------- |
| 1   | Südafrika   | 130    | Australien  | 129    | Sri Lanka   | 131      |
| 2   | Australien  | 108    | Indien      | 117    | Indien      | 126      |
| 3   | Neuseeland  | 99     | Neuseeland  | 116    | Australien  | 117      |
| 4   | Indien      | 99     | Südafrika   | 112    | Pakistan    | 117      |
| 5   | England     | 97     | Sri Lanka   | 106    | Südafrika   | 116      |
| 6   | Pakistan    | 97     | England     | 94     | West Indies | 112      |
| 7   | Sri Lanka   | 96     | West Indies | 88     | Neuseeland  | 111      |
| 8   | West Indies | 84     | Bangladesch | 88     | England     | 99       |
| 9   | Bangladesch | 39     | Pakistan    | 87     | Irland      | 87       |
| 10  | Simbabwe    | 5      | Irland      | 50     | Bangladesch | 77       |
| 11  |             |        | Simbabwe    | 11     | Niederlande | 68       |
| 12  |             |        | Afghanistan | 41     | Afghanistan | 62       |
| 13  |             |        |             |        | Simbabwe    | 52       |
| 14  |             |        |             |        | Schottland  | 51       |

## Champions League
| Beginn             | Turnier                        | Land   |
| ------------------ | ------------------------------ | ------ |
| 13. September 2014 | Champions League Twenty20 2014 | Indien |

## Nationale Meisterschaften
Aufgeführt sind die nationalen Meisterschaften der Full Member des ICC.
| Land                              | First-Class                               | List A                                   | Twenty20                         |
| --------------------------------- | ----------------------------------------- | ---------------------------------------- | -------------------------------- |
| Australien                        | Sheffield Shield 2014/15                  | Matador BBQs One-Day Cup 2014/15         | Big Bash League 2014/15          |
| Bangladesch                       | National Cricket League 2014/15           | Dhaka Premier Division 2014/15           |                                  |
| Bangladesh Cricket League 2014/15 | Bangladesh Cricket League One-Day 2014/15 |                                          |                                  |
| Indien                            | Ranji Trophy 2014/15                      | Vijay Hazare Trophy 2014/15              | Indian Premier League 2015       |
| Duleep Trophy 2014/15             | Deodhar Trophy 2014/15                    | Syed Mushtaq Ali Trophy 2014/15          |                                  |
| Irani Cup 2014/15                 |                                           |                                          |                                  |
| Sri Lanka                         | Premier Trophy 2014/15                    | Premier Limited Overs Tournament 2014/15 | SLC Twenty-20 Tournament 2014/15 |
| Neuseeland                        | Plunket Shield 2014/15                    | Ford Trophy 2014/15                      | Georgie Pie Super Smash 2014/15  |
| Pakistan                          | Quaid-e-Azam Trophy 2014/15               | Haier Pentangular Cup One Day 2014/15    | Haier T20 Cup 2014/15            |
|                                   | President’s One Day 2014/15               |                                          |                                  |
| Simbabwe                          | Logan Cup 2014/15                         | Pro50 Championship 2014/15               |                                  |
| Südafrika                         | Sunfoil Series 2014/15                    | Momentum 1 Day Cup 2014/15               | Ram Slam T20 Challenge 2014/15   |
| West Indies                       | WICB Professional Cricket League 2014/15  | Nagico Super50 2014/15                   |                                  |